# Гольстентор
Гольстентор (нім. Holstentor, укр. Гольстинські ворота) — західна міська брама Любека, символ міста, Ганзи, та всієї північної Німеччини, пам'ятник середньовічної архітектури, світова спадщина ЮНЕСКО.

## Історія
Гольстинські ворота були збудовані в 1464—1478 роках головним архітектором любекської міськради Гінріхом Гельмштеде (Hinrich Helmstede) в ході реконструкції та модернізації укріплень міської фортеці.
Ворота розташовані на південно-західній «данській» дорозі старого міста і, починаючи з середньовіччя, були складовою частиною оборонного комплексу любекської міської фортеці. Вони мали функцію як митниці, так і захисту на випадок війни (з Данією), які не раз траплялися протягом історії міста.
В наш час вони вважаються найвідомішими міськими воротами Німеччини після Бранденбурзьких воріт у Берліні. В приміщеннях обох башт і в підземеллі воріт влаштований філіал міського історичного музею.

## Назва
Назва походить від данської та ниж.-нім. Holtsaten, Holtseten, Holsten, (Land der Holseten — земля «Голсетів» лат. Holcetae, назва саксонського племені згаданого Адамом Бременським, яке мешкало на північному березі Ельби); а не від назви провінції Гольштайн, як часто помилково вважають.

## Архітектура

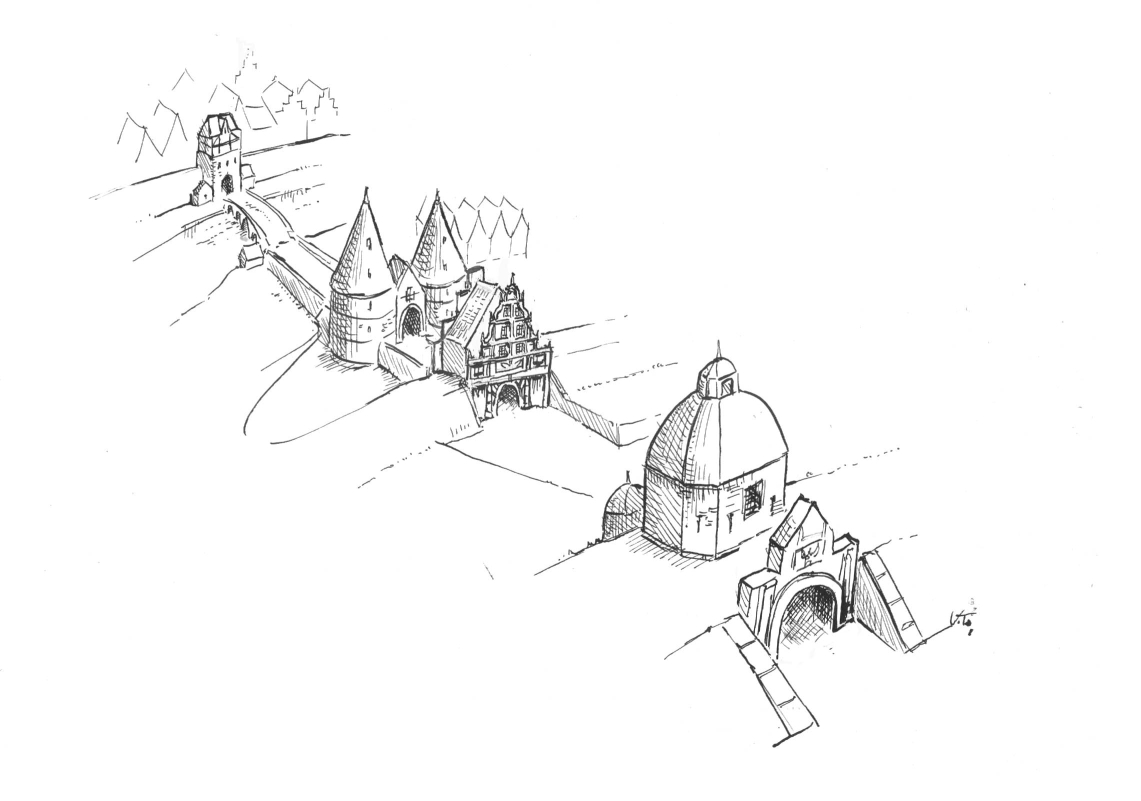
Комплекс Гольстенских воріт, малюнок 1700 року

Ворота зведені в пізньоготичному стилі в період між Середньовіччям і Ренесансом.
Вони є лише залишком фортифікаційної споруди, що складалась з чотирьох брам, які стояли одна за іншою (див. малюнок 1700 року), подвійного муру, земельних валів з каналом, та ще кількох башт та воріт. Ворота є самостійною маленькою фортецею з бійницями та товстими стінами з червоної цегли. Будівля утворена двома могутніми вежами діаметром приблизно 12,5 м кожна. У воротах-фортеці було встановлено 30 гармат, з яких не зробили жодного пострілу.
Фронтон воріт прикрашає напис золотими літерами:
CONCORDIA DOMI FORIS PAX (Злагода в домі — мир в зовнішньому світі)

## Галерея

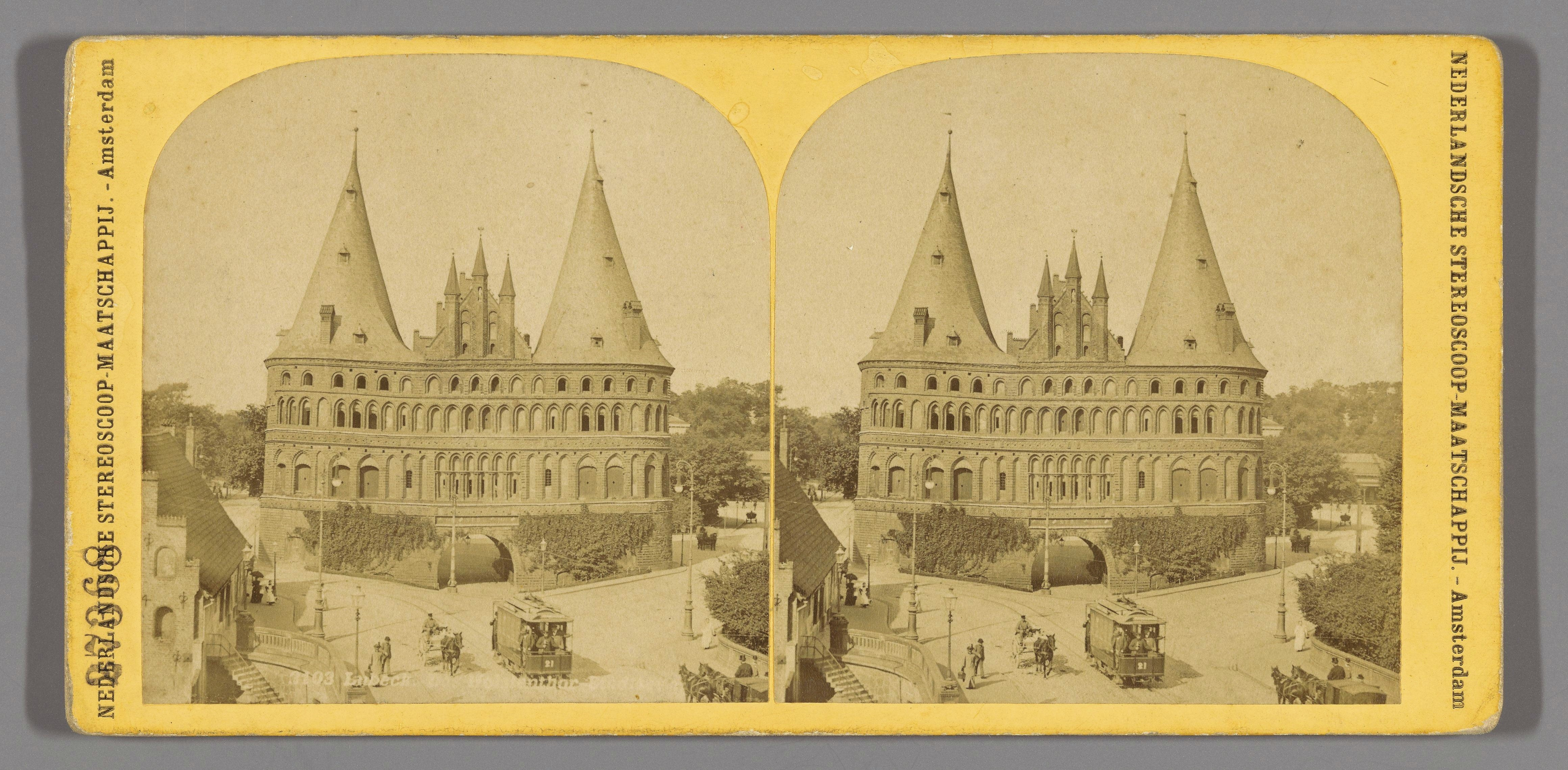
Вид на ворота, друга половина XIX ст.
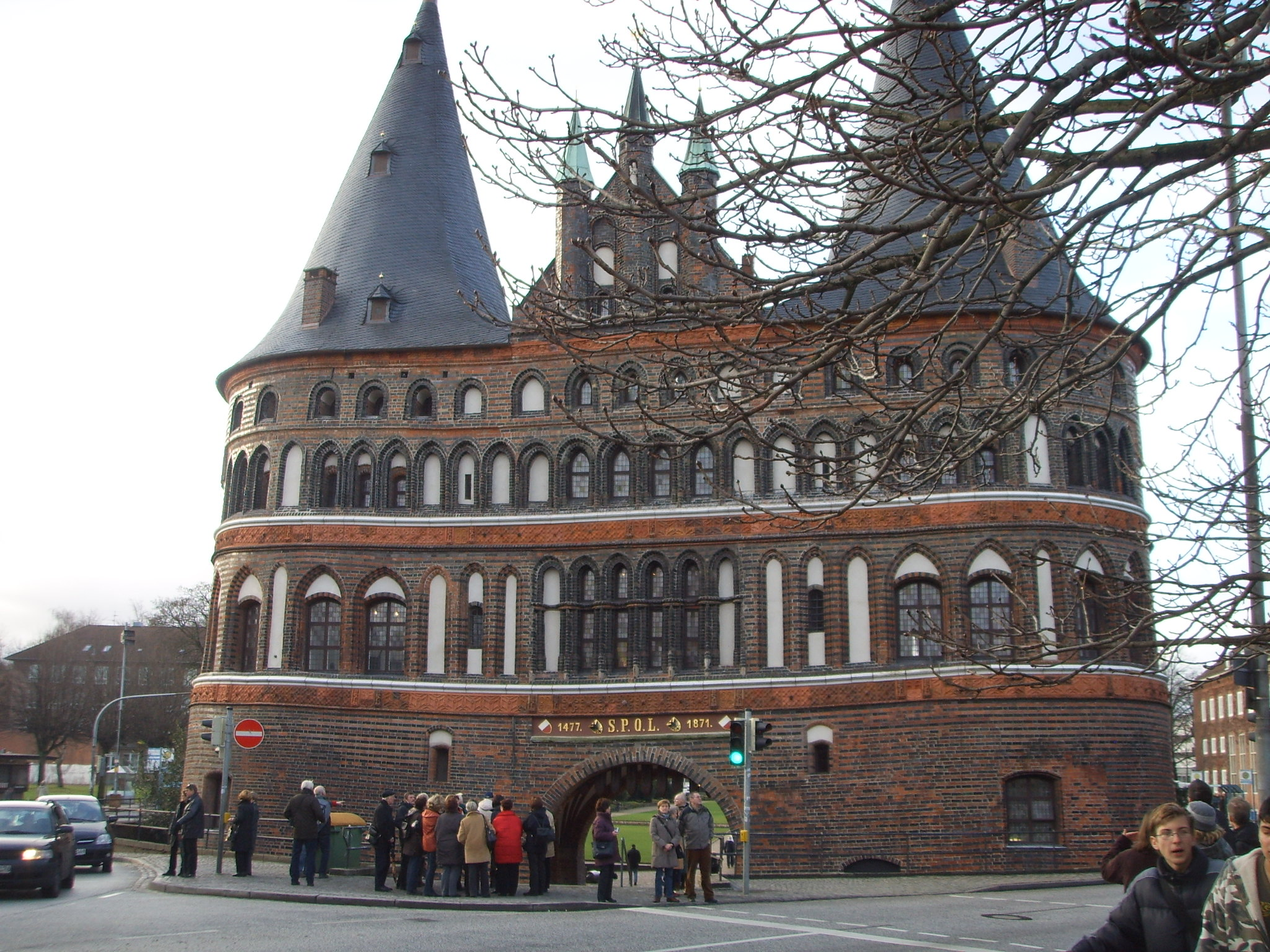
Ворота, 2007 рік
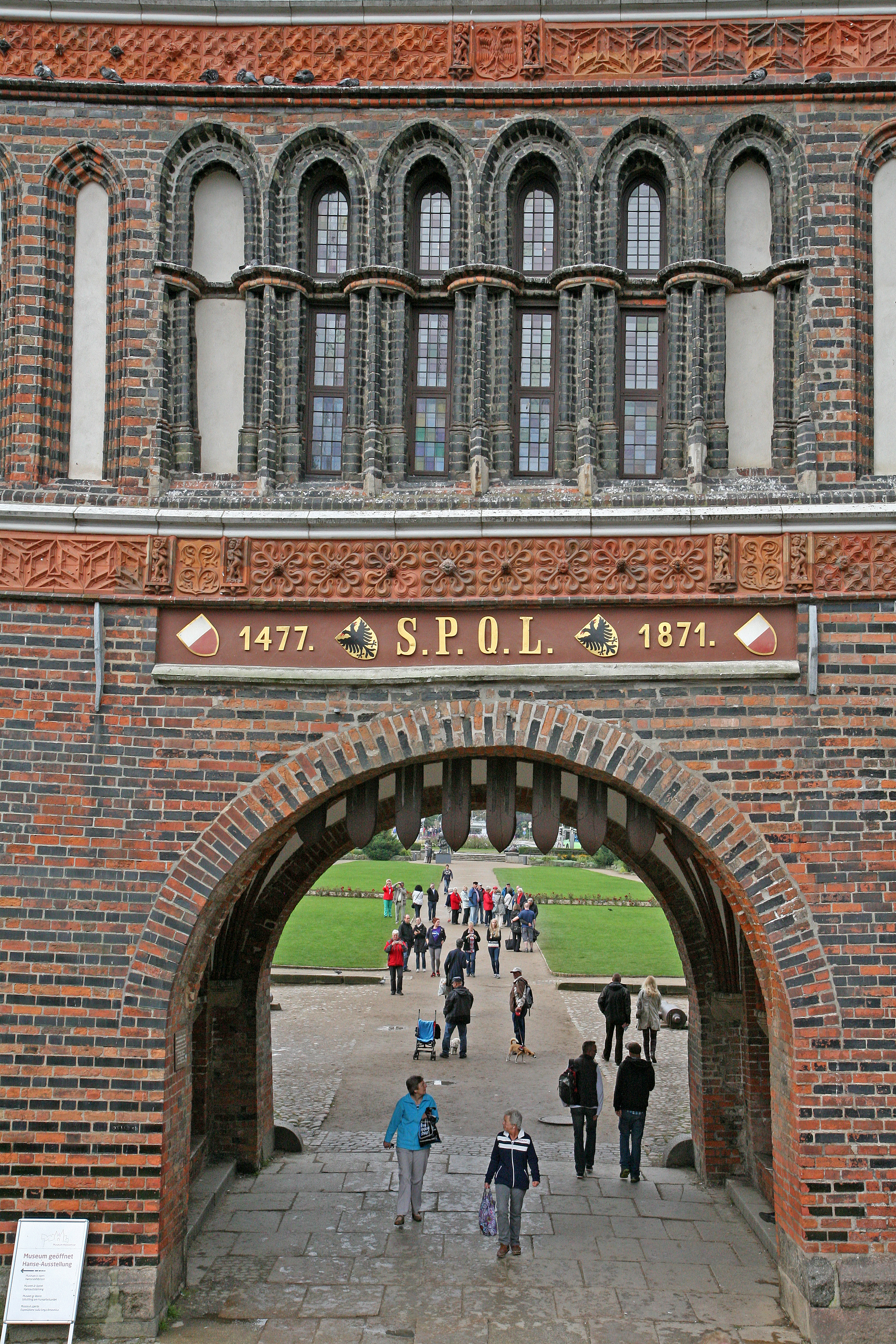
Ворота
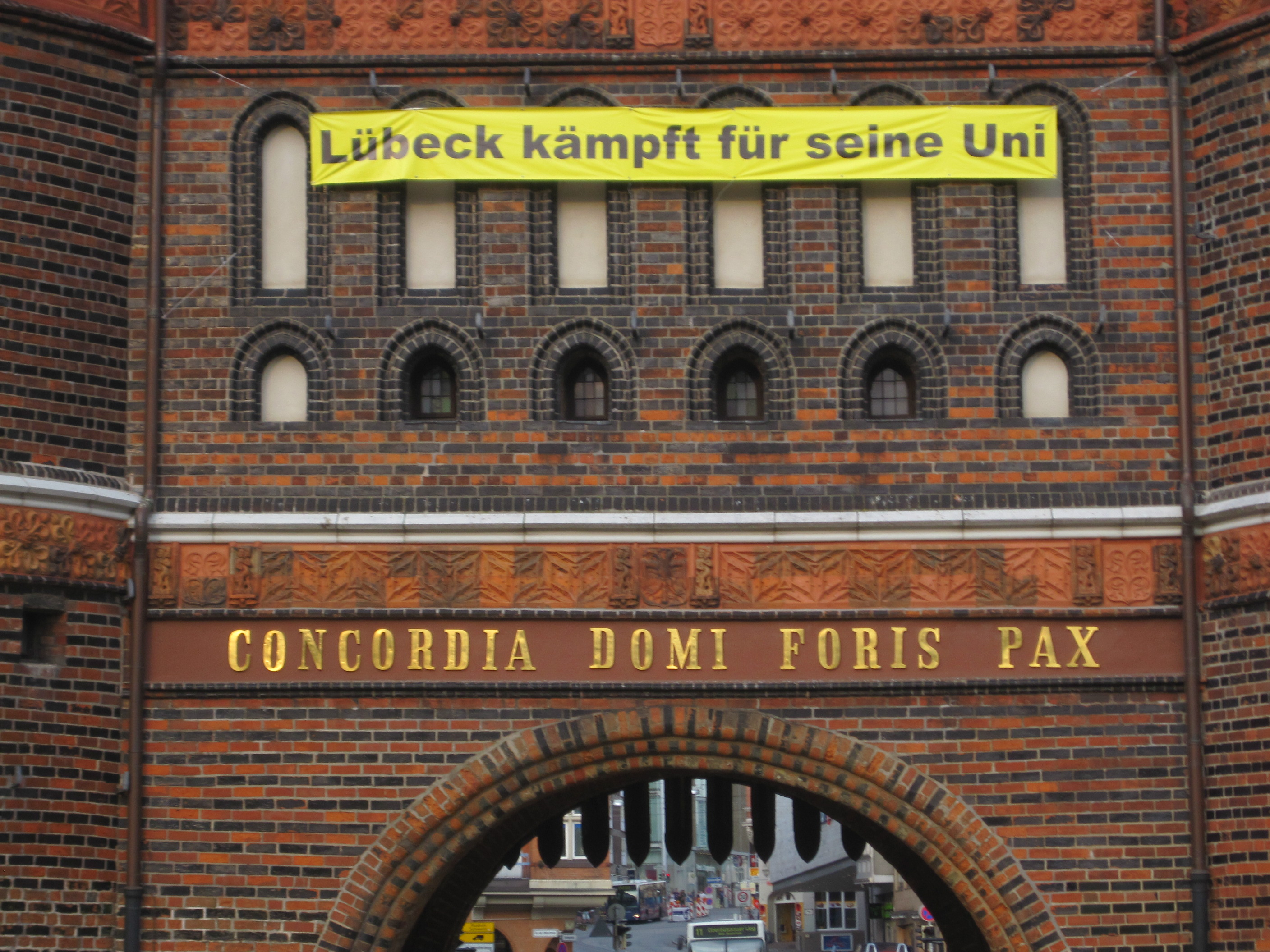
Напис на воротах
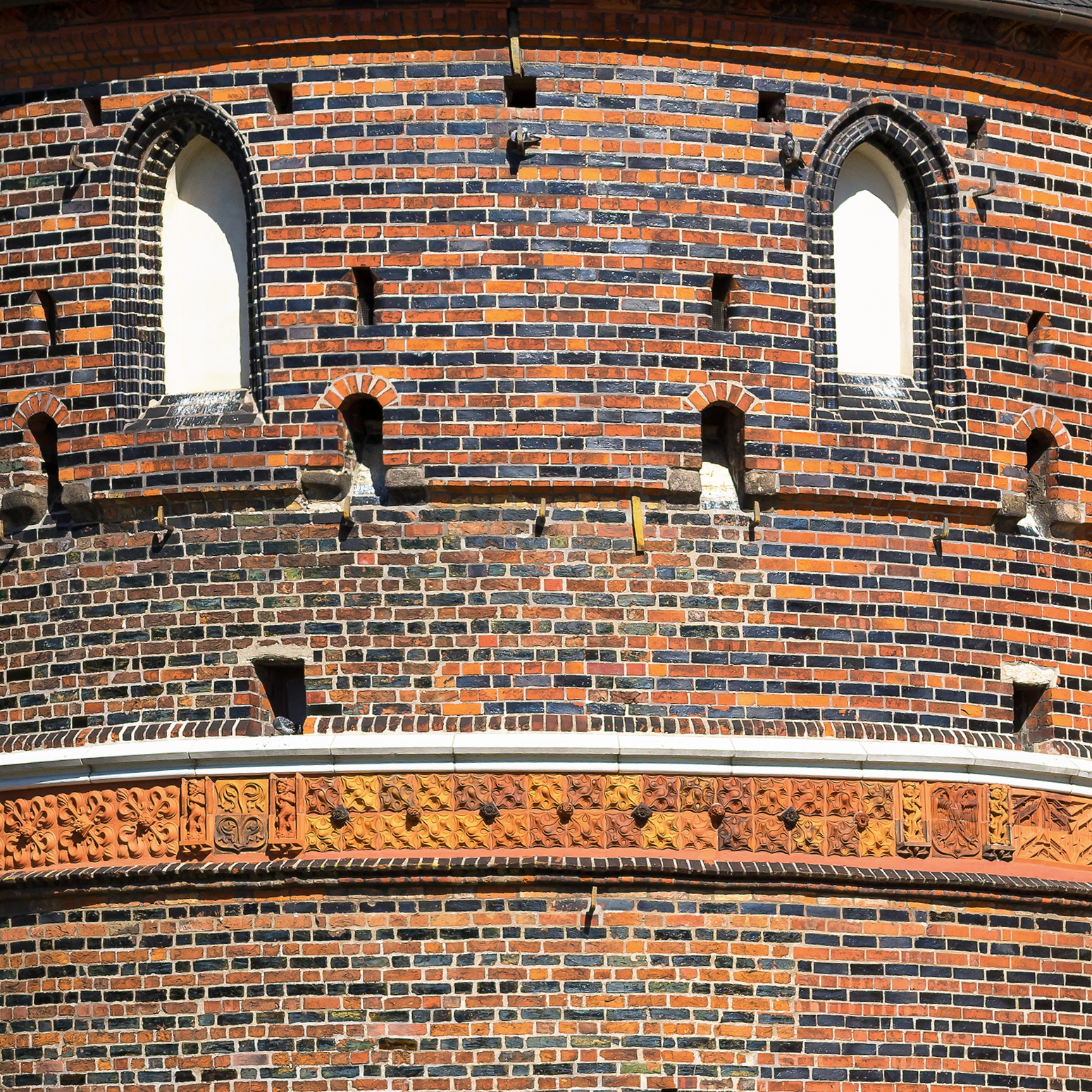
Зовнішя сторона, червона та чорна лакована цегла, теракотові рельєфи, різні види натурального каменю.